# فيكتوريا ستيلويل
فيكتوريا ستيلويل (بالإنجليزية: Victoria Stilwell) هي مقدمة تلفزيونية ومؤلفة وممثلة بريطانية، ولدت في 20 يوليو 1969 في ويمبلدون في المملكة المتحدة.

## وصلات خارجية
- الموقع الرسمي
- فيكتوريا ستيلويل على موقع IMDb (الإنجليزية)
- فيكتوريا ستيلويل على موقع قاعدة بيانات الفيلم (الإنجليزية)